# Zodiac Vodka
Zodiac Vodka är ett amerikanskt potatis-vodkamärke. Destillerat och tappat i Idaho och gjord på Idaho-potatis och bergsvatten taget från Snake river. Inga smakämnen tillsatta.
Zodiac Vodka finns med 12 olika etiketter, där varje etikett har en symbol representerat från Zodiak.